# 5-27 Internacional

5-27 Internacional es el noveno álbum de estudio del grupo colombiano de hip hop La Etnnia. Fue lanzado el 11 de noviembre de 2015 bajo el sello propio 5-27 Récords. Su productor ejecutivo es Domingo Padilla y tiene apariciones de raperos norteamericanos como The Game, Cormega, el fallecido ya Sean Price, Chris Rivers y Kool G Rap.
El álbum sirve como el siguiente a su anterior proyecto lanzado en el 2013 titulado "Universal", y cuenta con dos sencillos, "De Costa A Costa" con el rapero californiano The Game y "Un Brindis".

## Listado de Canciones
| N.º   | Título                                                 | Escritor(es)                                                    | Productor(es)     | Duración |  |
| 1.    | «Guerreros» (con Sean Price)                           | Alejandro Pimienta, Eduardo Pimienta, Kany Pimienta, Sean Price | Domingo, Tony Roc | 4:24     |  |
| 2.    | «Mente Maestra» (con Cormega)                          | Cory McKay, Hermanos Pimienta                                   | Domingo           | 4:05     |  |
| 3.    | «Bandido Virtual»                                      | Hnos. Pimienta                                                  | Domingo           | 3:32     |  |
| 4.    | «Elementos»                                            | Hnos. Pimienta                                                  | SPKilla           | 3:34     |  |
| 5.    | «La Mafia Nuestra [Remix]» (con Kool G Rap)            | Hnos. Pimienta, Nathaniel Thomas Wilson                         | Napoleon 3 III    | 4:15     |  |
| 6.    | «De Costa A Costa» (con The Game)                      | Hnos. Pimienta, Jayceon Terrell Taylor                          | Domingo           | 3:43     |  |
| 7.    | «Mundo Material»                                       | Hnos. Pimienta                                                  | Domingo, Tony Roc | 3:42     |  |
| 8.    | «Latin Konecta [I´m No Joke Remix]» (con Chris Rivers) | Christopher Rios, jr., Hnos. Pimienta                           | Hazardis Soundz   | 3:49     |  |
| 9.    | «Boomerang»                                            | Hnos. Pimienta                                                  | SPKilla           | 3:15     |  |
| 10.   | «Un Brindis»                                           | Hnos. Pimienta                                                  | Domingo, Tony Roc | 3:46     |  |
| 38:01 |                                                        |                                                                 |                   |          |  |

| Bonus Tracks |                                           |                           |               |          |  |
| N.º          | Título                                    | Escritor(es)              | Productor(es) | Duración |  |
| 11.          | «Latin Konecta» (featuring Chris Rivers)  | Hnos. Pimienta, Rios, jr. | Domingo       | 3:18     |  |
| 12.          | «La Mafia Nuestra» (featuring Kool G Rap) | Hnos. Pimienta, Wilson    | Domingo       | 3:41     |  |
| 45:07        |                                           |                           |               |          |  |

- Datos: Q30916388